# Карлайл (община)
За град Карлайл, графство Къмбрия вижте Карлайл.
Община „Карлайл“ (на английски: The City of Carlisle District) е една от шестте административни единици в област (графство) Къмбрия, регион Северозападна Англия. Носи името на едноименния град Карлайл, който е административен център на общината и главен и най-голям град в графството.
Населението на общината към 2008 година е 103 700 души разпределени в множество селища на площ от 1040 квадратни километра.

## География
Община „Карлайл“ е разположена в най-северната част на област Къмбрия по границата с Шотландия на северозапад и графство Нортъмбърланд на североизток. В западна посока има малък излаз по бреговата линия в най-вътрешната част на залива „Solway Firth“.
Територията на общината се пресича от един от най-важните транспортни коридори във Великобритания – Магистрала М6, която е част от направлението север-юг (Глазгоу – Ливърпул/Манчестър - Бирмингам – Лондон). Магистралата преминава в непосредствена близост до административния център Карлайл. На 7 километра в североизточна посока от града е разположено гражданското летище „Carlisle Airport“.
Градове на територията на общината:
| град     | на английски | население |
| -------- | ------------ | --------- |
| Карлайл  | Carlisle     | 71 773    |
| Брамптън | Brampton     | 4000      |
| Лонгтаун | Longtown     | 3000      |
| Далстън  | Dalston      | 2578      |

## Демография
Разпределение на жителите в проценти по расова принадлежност:
- 97,6% – Бели
- 0,9% – Азиатци (без китайци)
- 0,6% – Смесени
- 0,5% – Китайци
- 0,2% – Черни